# Pictures Live! - Live at Christmas Time Brighton 12th December 2008
Pictures Live! - Live at Christmas Time Brighton 12th December 2008 è un album dal vivo della rock band inglese Status Quo, pubblicato nel dicembre del 2008.

## Il disco
Questo CD è stato messo in vendita sul posto a partire da 10 minuti dalla fine del concerto, oppure su prenotazione e spedizione per posta.

## Tracce
Disco 1
1. Caroline - 6:22 - (Rossi/Young)
2. The Wanderer - 2:48 - (Maresca)
3. Rain - 6:38 - (Parfitt)
4. Don't Drive My Car - 3:47 - (Bown/Parfitt)
5. Mean Girl - 1:57 - (Rossi/K. Young)
6. Softer Ride - 3:50 - (Lanaster/Parfitt)
7. Beginning of the End - 5:41 - (Rossi/Edwards)
8. Is There a Better Way - 3:44 - (Rossi/Lancaster)
9. Proposing Medley (What You're Proposing - Down the Dustpipe - Little Lady - Red Sky - Dear John - Big Fat Mama) - 11:16 - (Rossi/Frost - Croszman - Parfitt/Rossi/Young - David - Gustafson/Macauley - Parfitt/Rossi)
10. Pictures of Matchstick Men - 2:41 - (Rossi)
11. Ice in the Sun - 2:10 - (Wilde/Scott)
12. The Oriental - 4:57 - (Rossi/Edwards)
13. Creeping Up on You - 5:06 - (Edwards/Parfitt)

Disco 2
1. In My Chair - 4:29 - (Rossi/Young)
2. Living on an Island - 2:50 - (Parfitt/Young)
3. In the Army Now - 4:01 - (Bolland/Bolland)
4. Drum Solo-The Killer - 2:45 - (Letley)
5. Roll Over Lay Down - 5:51 - (Coghlan/Parfitt/Lancaster/Rossi/Young)
6. Down Down - 5:38 - (Rossi/Young)
7. Whatever You Want - 5:31 - (Bown/Parfitt)
8. Rockin' All Over the World - 6:09 - (Fogerty)
9. Juniors Wailing - 2:15 - (Pugh/White)
10. Rock 'N' Roll Music - Bye Bye Johnny - 6:34 - (Berry)

## Formazione
- Francis Rossi (chitarra solista, voce)
- Rick Parfitt (chitarra ritmica, voce)
- Andy Bown (tastiere, armonica a bocca, chitarra, cori)
- John 'Rhino' Edwards (basso, chitarra, voce)
- Matt Letley (percussioni)